# Imaginismo ruso
No confundir con Imagismo, corriente angloamericana

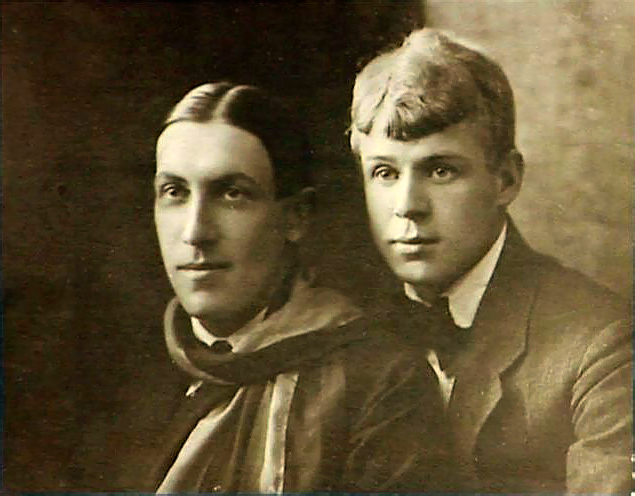
Anatoli Marienhof y Serguéi Yesenin. Verano de 1919. Moscú.

El imaginismo (en ruso: Имажинизм, transliterado como imazhinizm) fue una corriente poética dentro de la vanguardia rusa que surgió en Moscú después de la Revolución de 1917, con escritores como Anatoli Marienhof, Vadim Shershenévich y Serguéi Yesenin a la cabeza, en busca de mantener distancia del Futurismo ruso. Otros miembros del grupo fueron Rúrik Ívnev, Aleksandr Kúsikov, Iván Gruzínov, Matvéi Royzman, y el prominente dramaturgo Nikolái Erdman.
Desde el punto de vista del estilo, la tendencia fue heredera del Egofuturismo. Los imaginistas rusos creaban poesía basada en secuencias de imágenes impactantes y poco comunes. Usaron mucho la metáfora, produciendo a veces largas cadenas de ellas en sus poemas. 
En enero de 1919 publicaron su manifiesto, en gran parte escrito por Shershenévich. La mayor parte de los imaginistas rusos eran librepensadores y ateístas. Los principales cuarteles de la corriente estaban en Moscú y en San Petersburgo, con otros menores en Kazán, Saransk y Ucrania. Los imaginistas rusos organizaron cuatro casas editoras de poesía, una de las cuales se llamó Imaginismo, y publicaron la revista Hotel para viajeros en la hermosura (Ruso en el original: Гостиница для путешествующих в прекрасном, Gostínitsa dlya puteshéstvuyuschij v prekrásnom).
En 1925 el grupo se rompió, y en 1927 fue oficialmente disuelto. Su herencia, sin embargo, es fuerte en Rusia hasta ahora. De hecho, aún se imprimen y comercializan poemas de Yesenin y Shershenévich, las memorias de Marienhof, y las obras teatrales de Erdman. Tras la desaparición del grupo, los Jóvenes imaginistas se declararon sus sucesores en los albores de la década de los 1930, y lo mismo hicieron los meloimaginistas en la década de 1990.